# Alice Rivlin
Alice Mitchell Rivlin (Georgianna Alice Mitchell; 4 de marzo de 1931 – 14 de mayo de 2019) fue una economista estadounidesne. Fue Vicepresidenta de la Reserva Federal, Directora de la Oficina de Administración y Presupuesto en la Casa Blanca, así como fundadora y Directora de la Oficina Congressional de Presupuesto. 
Rivlin fue experta en temas presupuestarios así como en políticas macroeconómicas.

## Educación
Georgianna Alice Mitchell nació en Filadelfia. De familia judía, hija de Georgianna Peck (Fales) y Allan C. G. Mitchell, nieta  del astrónomo Samuel Alfred Mitchell.
Rivlin obtuvo su Licenciatura en 1952 con una tesis en materia de a integración económica de Europa, después de su graduación se mudó temporalmente a Europa para trabajar en Plan Marshall. Sus estudios de Doctorado en Economía los terminó en la Universidad de Harvard en 1958.

## Publicaciones seleccionadas
- Rivlin, Alice (1971). Systematic Thinking for Social Action. USA: Brookings Institution. ISBN 978-0815774778.
- Rivlin, Alice (1988). Caring for the Disabled Elderly: Who Will Pay?. USA: Brookings Institution. ISBN 978-0815774983.
- Rivlin, Alice (1992). Reviving the American Dream: The Economy, the States, and the Federal Government. USA: Brookings Institution. ISBN 978-0815791683.